# Sony Xperia Z1 Compact
Das Sony Xperia Z1 Compact (Codename Amami) wurde am 6. Januar 2014 auf der CES in Las Vegas vorgestellt und ist ein Android-Smartphone aus der Xperia-Serie der Firma Sony. Es ist eine kleinere Variante des Xperia Z1 aus der Rhine-Plattform und weicht im Wesentlichen nur in Display und Akku von diesem ab. Das in Deutschland verkaufte Modell hat die Typenbezeichnung D5503, welches Sonys World-Variante mit LTE ist.
Das Xperia Z1 Compact wurde mit der Android-Version 4.3 Jelly Bean mit Sony UI ausgeliefert. Danach folgten Aktualisierungen auf die Folgeversionen 4.4.4 KitKat, 5.0 Lollipop und 5.1.1, welche ebenfalls Lollipop heißt. Ein Update auf die nächste Version 6.0 Marshmallow wurde seitens Sony abgelehnt.

## Display
Das Sony Xperia Z1 Compact besitzt ein 4,3 Zoll (10,9 cm) großes Triluminos-IPS-Display mit einer Auflösung von 1280 × 720 Pixeln (ca. 342 ppi Pixeldichte) und einem Farbraum von 16 Millionen Farben. Der integrierte X-Reality for mobile Bildprozessor unterstützt dabei den Grafikprozessor Adreno 330.

Der Touchscreen unterstützt Multi-Touch-Gesten mit bis zu zehn Fingern.

## Kamera
Mit dem 1/2.3 inch Exmor RS for mobile erlaubt die Kamera als zweites Smartphone, nach dem Xperia Z, eine HDR-Videoaufnahme. Zudem bietet die 20,7-MP-Hauptkamera – neben der 2-MP-Frontkamera – weitere Leistungsmerkmale wie einen Blitz mit pulsierender LED und Fotolicht, Autofokus, Fokussieren und Aufnahme durch Tippen, Geotagging, einen Bildstabilisator, Rote-Augen-Reduzierung, Selbstauslöser und eine Gesichts- und Lächelerkennung. Zur Verbesserung des Fotoqualität wurde der Bildsensor um eine Sony-G-Lens-Optik mit einer Blende F 2.0 und einem leistungsfähigen BIONZ-Bildprozessor ergänzt, wie ihn z. B. auch einige Sony-Alpha- und NEX-Modelle besitzen.

## Design

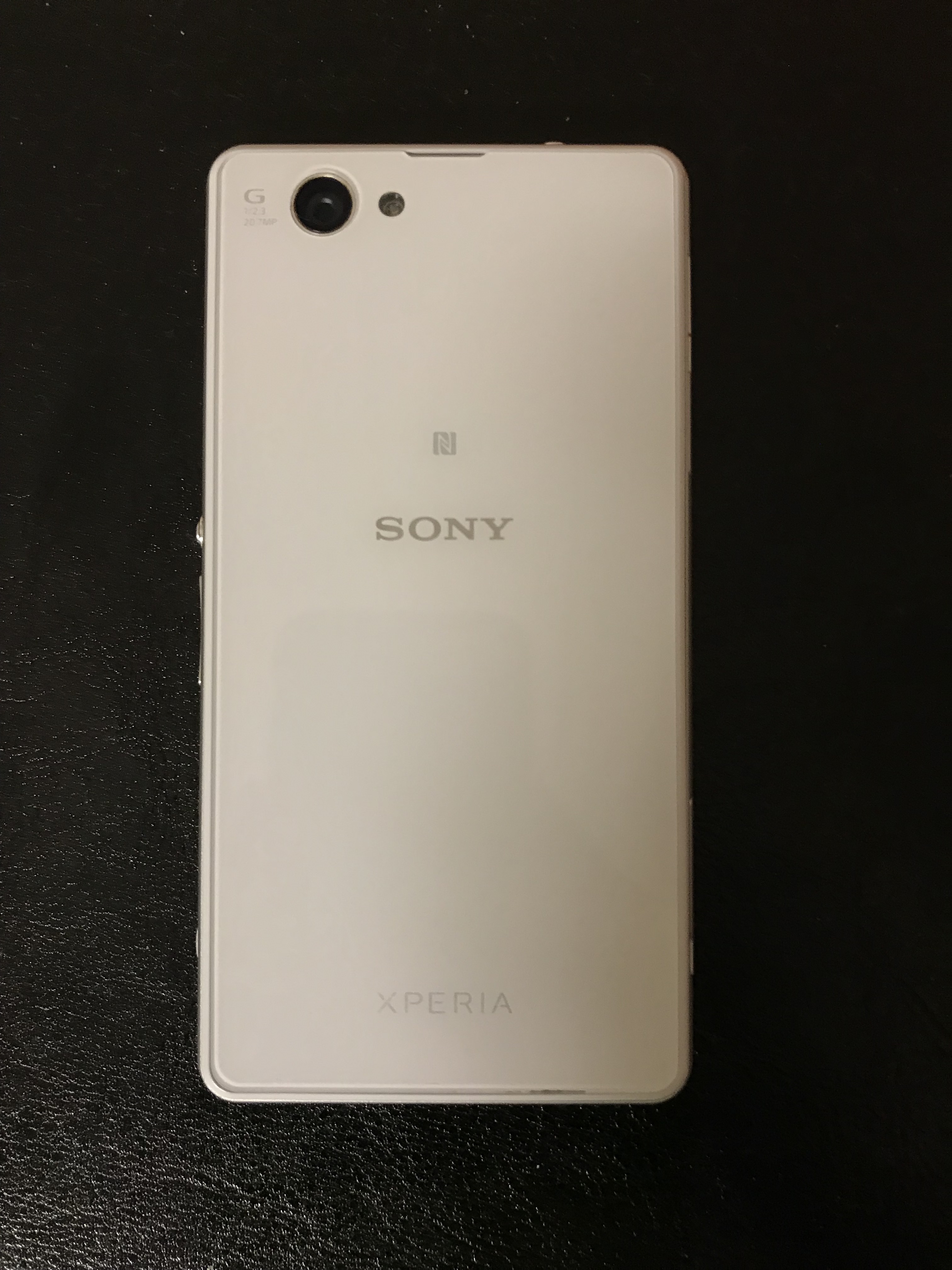
Die Rückseite des Geräts

Das Aussehen des Xperia Z1 Compact wurde nach dem OmniBalance-Konzept entwickelt, Glasflächen kombiniert mit einem Aluminiumrahmen. Im Gegensatz zum japanischen Modell, dem Z1f, wurde aus Kostengründen das Z1 Compact für den weltweiten Markt mit einer Rückseite aus Acrylglas versehen. Mit 9,5 mm Tiefe ist das Xperia Z1 Compact etwas dicker als das Xperia Z1.

## Konnektivität
Das Xperia Z1 Compact unterstützt Datenübertragungen per WLAN mit dem gängigen 802.11a/b/g/n/ac-Standard im 2,4-GHz- und 5-GHz-Band. NFC ermöglicht das Übertragen von Daten, etwa durch das gegenseitige Berühren von zwei NFC-fähigen Geräten. Eine der Umsetzungen von NFC sind die SmartTags, welche z. B. von Sony angeboten werden. Diesen „SmartTags“ in verschiedenen Farben kann man jeweils Einstellungen und/oder Aktionen zuordnen und damit Einstellungen des Geräts vereinfachen. Bluetooth 4.0 ermöglicht die Verwendung von Bluetooth Low Energy bzw. Bluetooth Smart, welches aber von Android 4.2 noch nicht unterstützt wird (erst in Android 4.3 implementiert). Zur mobilen Datenübertragung unterstützt es gängige 2G und 3G-Netze bis hin zu LTE.

## Festigkeit
Das Gehäuse des Xperia Z1 Compact ist wasser- und staubdicht nach dem IP58-Standard. Das bedeutet, dass Staub in schädigender Menge und ein 30-minütiges Versinken in 1,5 m tiefem Wasser keine Schäden hervorrufen.

## Smart-Zubehör

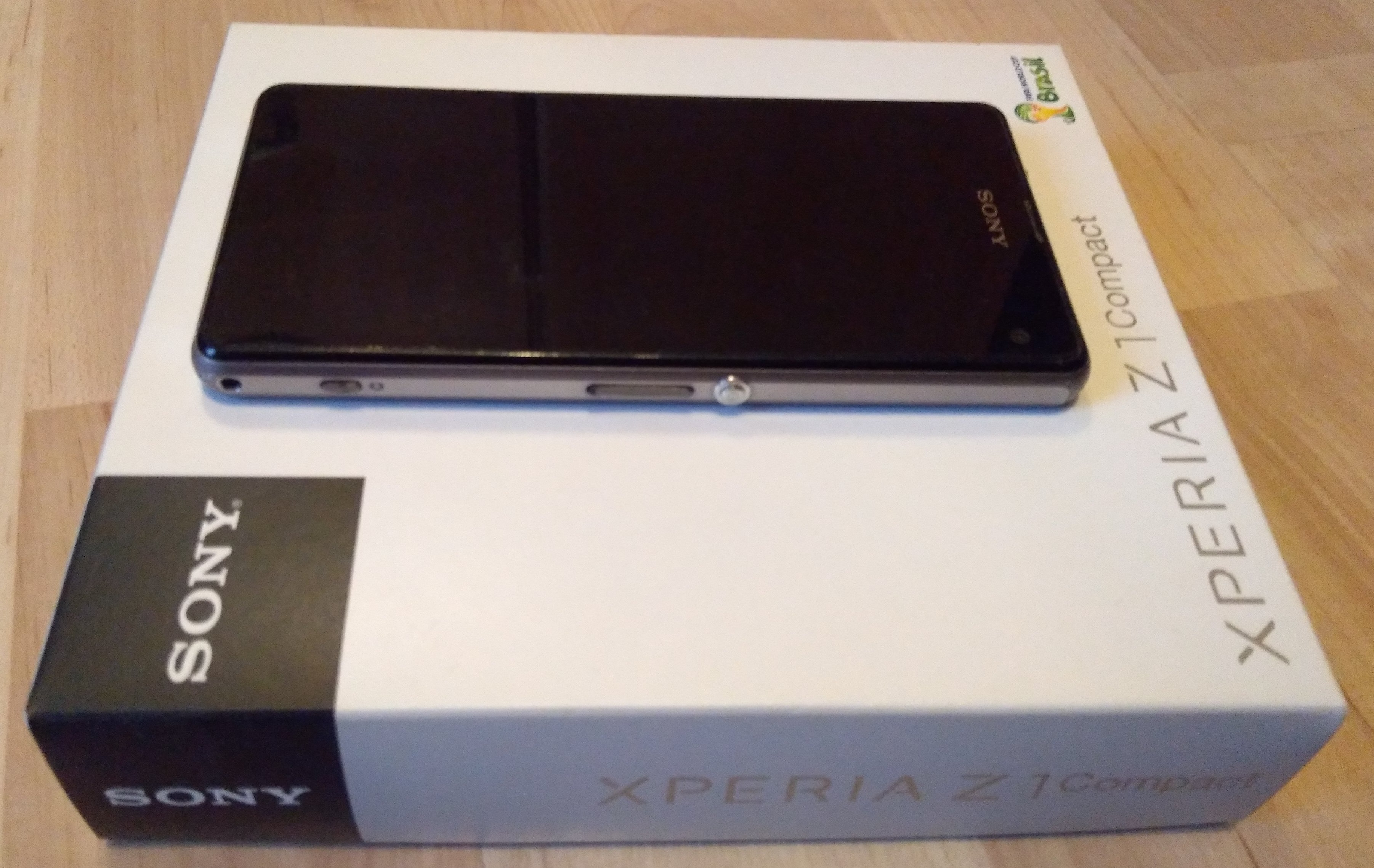
Xperia Z1 Compact auf der Verpackung

Sony bietet für seine Smartphones Zubehör an, welches im Wesentlichen auf diese zugeschnitten sind, aber meist auch mit anderen Android-Smartphones funktionieren. So gibt es schon seit einiger Zeit Sonys zweite Generation der Smartwatch mit der Typbezeichnung SW2. Für diese gibt es einige Apps im PlayStore, mit denen dann diverse Informationen, eingehende Nachrichten und Anrufe, die MP3-Player-Steuerung, Fotofernsteuerung und einiges mehr möglich ist.
Weiterhin wurde das Stereo-Bluetooth-Headset SBH50 und vor Kurzem der Nachfolger SBH52 vorgestellt. Die Besonderheit der beiden Headsets ist die Möglichkeit, ebenfalls Statusmeldungen und Anrufe anzuzeigen. Das SBH52 kann man als Besonderheit sogar als Minitelefon ohne Ohrhörer verwenden, da es wie ein kleiner Telefonhörer im oberen Teil einen Lautsprecher und unten ein Mikrofon hat. Dieser Minihörer mit Stereo-Headset wurde mit dem Phablet Sony Xperia Z Ultra vorgestellt.

## Modding
Sony unterstützt direkt das Modding des Betriebssystems mit der Möglichkeit, den Bootloader des Android-Smartphones zu entsperren. Die Kernel Sourcen sind von Sony veröffentlicht worden. Im Free Xperia Project wird das Mode (Codename Amami - noch nicht bestätigt) später veröffentlicht werden. Über eine Tastenkombination (*#*#7378423#*#*) gelangt man ins Service-Menü, in dem man die Info - Configuration angezeigt bekommt, ob der Bootloader entsperrbar ist. Weitere aktuelle Informationen zum Modding findet man in der Regel auf XDA-Developers. Das Amami kann selbst heute noch (Stand 2023) anhand einer Custom-Rom wie beispielsweise LineageOS mit dem aktuellen Android 11 betrieben werden. Diese Rom erhält heute noch Sicherheitsupdates.

## Bewertung und Kritik
In Expertentests wie z. B. der Zeitschrift Connect oder dem Onlineportal Chip.de werden insbesondere die hervorragende Ausstattung und Verarbeitung für ein kompaktes Smartphone gelobt sowie die sehr gute Performance durch den Snapdragon-Prozessor hervorgehoben, die Qualität der Kamera hingegen wegen gelegentlichem Bildrauschen etwas kritisiert.
Im Netz berichteten Nutzer von Farbverfälschungen bei Blitzaufnahmen. Das deutsche Handyportal inside-handy.de testete drei unterschiedliche Modelle des Xperia Z1 Compact und konnte den Fehler bei allen Geräten reproduzieren. Sony gab zunächst an, dass es sich hierbei um einen Anwenderfehler handeln würde. Am 7. April räumte Sony ein, dass bei einer ersten Charge von Geräten Unregelmäßigkeiten beim Blitzen auftreten können. Die Anzahl der betroffenen Geräte soll sich im unteren vierstelligen Bereich bewegen. Laut neusten Informationen des Mobilfunkportals ist wohl nicht nur die ersten Charge betroffen. Der Redaktion liegen Bilder von einem Gerät mit dem Fehler vor, das aus der Kalenderwoche 17 2014 stammt. Auf Nachfrage von inside-handy gab Sony bekannt, dass Geräte über den Kundendienst geprüft werden können.
In Kritik geriet das Gerät zunehmend, nachdem das Update auf Android 5.0.2 erschienen ist, da es zu unerklärbaren Hitzeproblemen und sehr schnell entladenden Akkus kommt.